# Zigeunerschnitzel

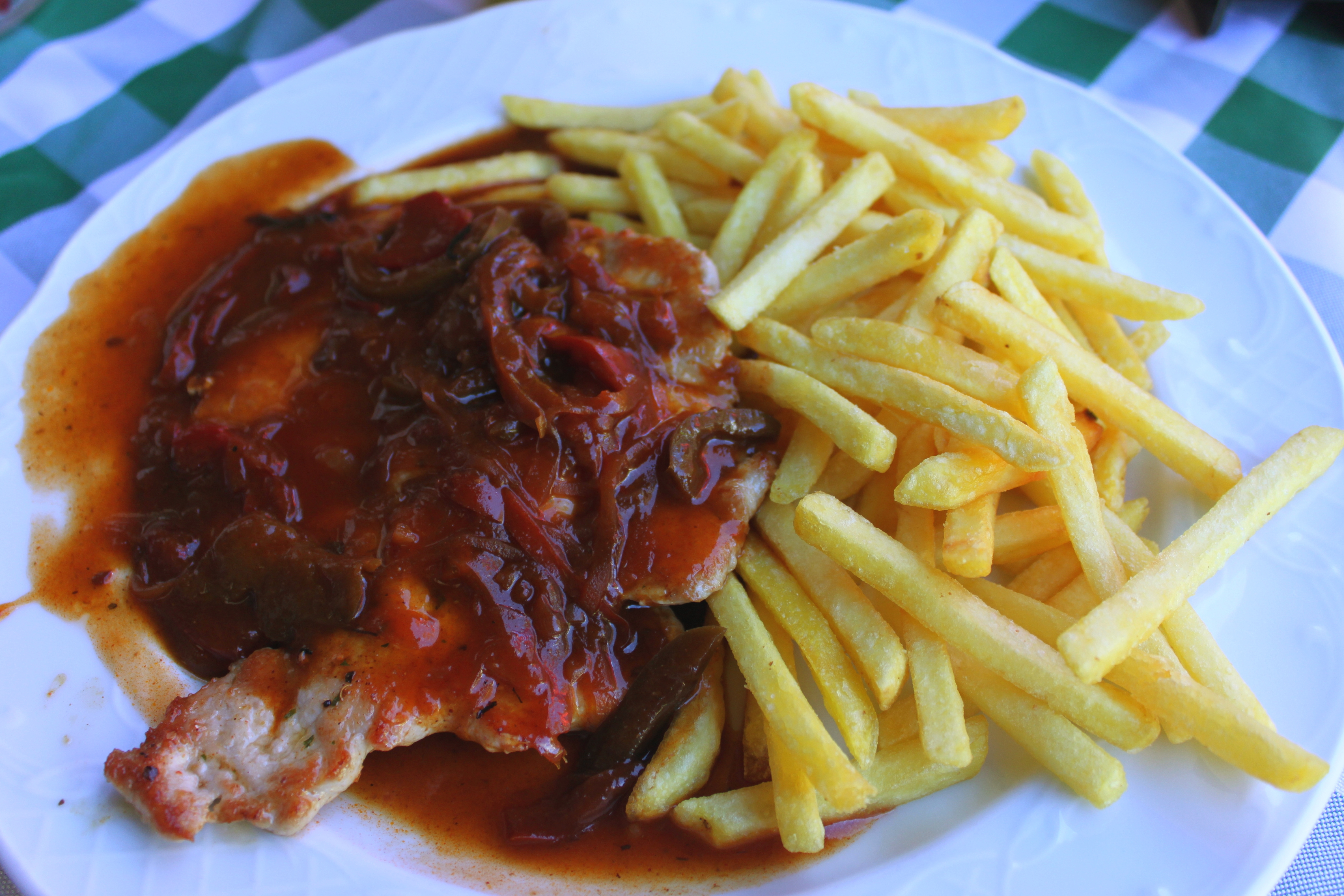
Zigeunerschnitzel vom Schwein mit Paprikasauce und Pommes frites

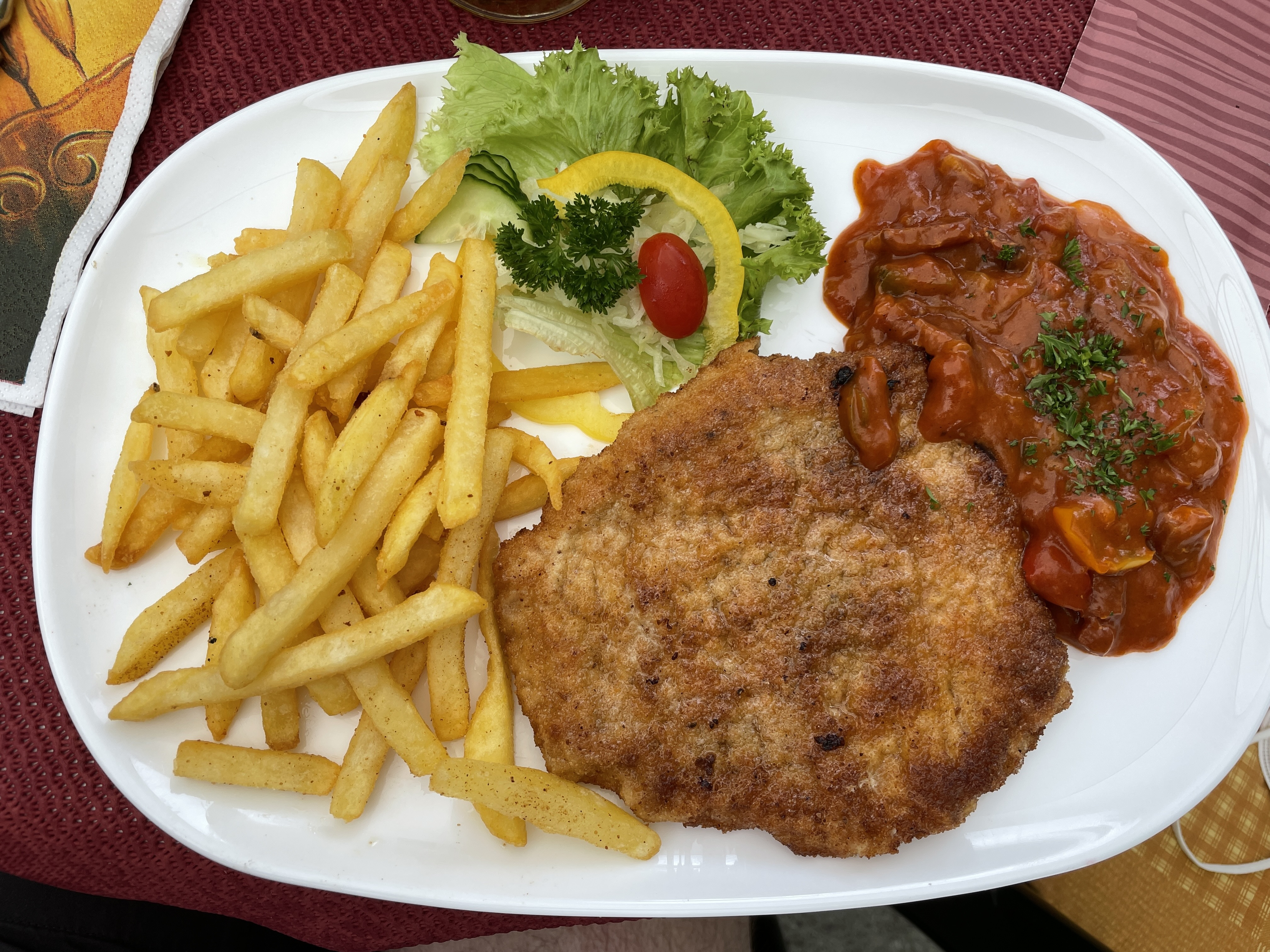
Zigeunerschnitzel aus paniertem Schnitzel mit Letscho und Pommes frites

Zigeunerschnitzel ist in der österreichischen und deutschen Küche ein Gericht aus Naturschnitzel vom Kalb mit Paprikasauce bzw. Zigeunersauce. Es stammt ursprünglich aus Ungarn und gehörte zur gehobenen Küche der k. und k. Monarchie. In der bürgerlichen Küche werden unter dieser Bezeichnung auch panierte Schweineschnitzel mit Zigeuner- oder Paprikasauce angeboten.

## Begriff und Begriffskritik
Das Wort „Zigeuner“ wird seit etwa Mitte des 16. Jahrhunderts als Schimpfwort gebraucht. Dies hatte der Verwendung als Wortbestandteil „Zigeuner-“ in der Gastronomie (À la zingara, Zigeunerrostbraten, Zigeunergulasch usw.) keinen Abbruch getan.  In der Kochkunst, der Küchensprache und in Kochrezepten ist beim Bestimmungswort „Zigeuner-“ allerdings auch nicht die Ethnie, sondern die intensive Verwendung von Paprika als Zutat ausschlaggebend.
2012 tat sich eine Debatte um die Diskriminierung der Sinti und Roma auf. Als Alternativbezeichnungen wurden Paprikaschnitzel – was in der kulinarischen Fachsprache aber ein anderes Grundrezept bezeichnet – und Schnitzel Balkan-Art bzw. Balkanschnitzel in die Diskussion gebracht.
Die Welt online berichtete 2013, dass die Bezeichnung Zigeunerschnitzel auf den Speisekarten der Autobahnraststätten durch Alternativen wie Puszta-Schnitzel und Schnitzel Balkan- oder Budapester Art ersetzt wurde. Der Zentralrat Deutscher Sinti und Roma begrüßte 2020, dass die Zigeunersauce der Marke Knorr anders benannt wurde, vor diesem Hintergrund seien aber Zigeunerschnitzel und Zigeunersauce nicht von oberster Dringlichkeit, sondern der wachsende Antiziganismus.

## Traditionelle Zubereitung
Zur traditionellen Zubereitung werden Schnitzel vom Kalb in Mehl gewendet, in Butter gebraten und warm gestellt. Für die Sauce wird der Bratensatz mit Weißwein abgelöscht. Feinstreifig geschnittene, gepökelte Kalbszunge, Kochschinken, frische, in Scheiben geschnittene Champignons sowie gehobelte Trüffeln werden dazugegeben und kurz gedünstet. Abschließend wird passierte Tomatensauce hinzugefügt und mit Rosenpaprika oder Cayennepfeffer abgeschmeckt.

## Zubereitung in der bürgerlichen Küche
Als Zigeunerschnitzel werden in der bürgerlichen Küche häufig neben dem klassischen Kalbsschnitzel auch panierte Schweineschnitzel mit Zigeunersauce oder Paprikasauce angeboten. Klassische Sättigungsbeilagen sind Pommes frites oder Reis. In dieser Variante gehört zur Sauce kleingeschnittene Gemüsepaprika, die mit Champignons und Zwiebeln angereichert werden kann.